# Zvonice (Neprobylice)
Dřevěná zvonice z roku 1896 stojí v katastrálním území obce Neprobylice v okrese Kladno. V roce 1967 byla zapsána do Ústředního seznamu kulturních památek České republiky.

## Historie
Polygonální dřevěná zvonice stojí na návsi (dříve hřbitova) na místě původní zvonice z druhé poloviny 15. století, která byla v roce 1896 pro havarijní stav zbořena a postavena replika původní zvonice.

## Popis
Na vysoké zděné podezdívce na půdorysu šestiúhelníku je postavena dřevěná vzpěradlová konstrukce s otevřeným zvonovým patrem. Na podezdívce je položen základní kříž krovu, který má čtyři příčné a jeden podélný vazný trám. V dlabech podélného vazného trámu jsou postaveny nosné sloupy, které jsou podepřeny šikmými vzpěrami. Dřevěná stavba má tvar šestibokého komolého jehlanu, který je zakončen valbovou střechou posazenou na nosných sloupech. Zvonice je kryta šindelem.
Kamenná podezdívka je postavena z pískovcových kvádrů. Ve východní zdi jsou zazděny dva renesanční náhrobky někdejších majitelů vsi, které byly přemístěny z kostela svatého Ducha, který byl zbořen v roce 1741. Náhrobek z červeného mramoru z roku 1602 představuje Václava Pětipeského z Chýš a Egrberku v reliéfu postavy rytíře ve zbroji se sejmutou helmou a druhý je z roku 1604 Mandaleny z Adlaru, manželky Odolana Pětipeského (náhrobek je nečitelný).

## Zvony
Ve zvonici jsou zavěšené z venku viditelné tři zvony. Zvon Václav o rozměrech 79 × 59 cm a hmotnosti 260 kg byl ulit v roce 1595 zvonařským mistrem Brikcím z Cimperka. Je zdoben na koruně šestnácti malými reliéfy s biblickými výjevy. Pod akantovým vlysem je nápis v renesančním rámu:
| „ | Leta 1595 we cztvrtek po Sv. Lynhartu. Urozeny pan Vacslav Pietipesky z Chyss a Egrberku na Blahoticích dal udielati tento zwon do Neprobilicz ke kostelu swateho Ducha pro pamatku swau a rodu swého, aby Zwukem a hlasem téhož zvonu krzestianum viernym w znamost uwozowal spoleczne Krzestianske scházeni k modlitbám svatym, k poslauchaní slova boziho a chwaleni jmena jeho. Pánu Bohu bud ciest a chwala na wieky amen | “ |

Na plášti jsou dva znaky a dva reliéfy evangelistů.
Zvon Jindřich o rozměrech 65 × 40 cm byl ulit v roce 1510 zvonařem Bartolomějem Berounským z Nového Města. Kolem koruny má nápis v gotických minuskulích a plaketu svatého Petra.
Nejmenší je zvon Marie pochází z 15. století má rozměry 48 × 40 cm, kolem koruny má nápis v gotických minuskulích a je bez zdobení.